# ヤンコ・プルンク
ヤンコ・プルンク（Janko Prunk、1942年12月30日 - ）は、スロベニアの近代史研究者である。

## 人物
ドイツ軍占領下のシュタイエルスカ地方で、スロベニア中央部セヴニツァ近辺の、ロカ・プリ・ジダネム・モストゥという小さな開拓地で生まれた。リュブリャナ大学を1966年に卒業し、1972年に修士号を取得。1976年には、スロベニア人解放戦線内における、キリスト教社会主義運動とスロベニア共産党の関係について論じて博士号を取得し、物議を醸した。1984年と1988年には、アレクサンダー・フォン・フンボルト財団より奨学金を与えられ、ケルンとフライブルクに留学した。のちに、フライブルク大学で講師を務める。1966年から1995年まで、リュブリャナの近代史研究所と協力関係にあった。リュブリャナ大学社会科学部教授である。
プランクは、分析政治学、近代史、近代政治的構造の形成や、スロベニア社会・政治思想について発言してきた。また、19世紀末から第二次世界大戦にいたる政治運動、なかでもスロベニア・キリスト教社会主義とスロベニア民族問題を扱った歴史書を著している。
マインツのヨーロッパ史研究所 (Institute for European History) の一員であり、また、ボンのヨーロッパ統一研究センターの上席研究員である。
プルンクは、また、政治活動も積極的に行っている。スロベニア社会民主党（現・民主党）党首を務めたヨジェ・プチュニク (Jože Pučnik) を初期から支持しており、スロベニア民主化後、スロヴェニア社会民主連盟に参加した。民主党にも積極的に関与し、同党教育政策委員会委員長を務めたが、2008年、政府の私立大学優遇政策に反撥して辞任。ヤネス・ヤンシャ首相に批判的になり、「スロヴェニアのピウスツキ」にならんとしているとして、「高圧的なリベラル」だと言う。
1992年から1993年にかけて、ヤネス・ドルノウシェク首相の中道左派政権のもとで、国外スロヴェニア人及びスロヴェニア少数民族大臣（無任所大臣）を務めた。2005年には、ディミトリイ・ルペル外務大臣より、スロベニア・クロアチア両政府によって設置された2国家の歴史的関係の研究にあたる歴史委員会の委員長に任命された。

## 著作
プルンクは、350以上の論文と数編の著書を出版している。中でも A brief history of Slovenia: Historical background of the Republic of Slovenia（『スロベニアの歴史：スロベニア共和国の歴史的背景』）は、スロベニア近代史の基本的かつ総合的な一書である。